# Phyllodinus pulchellus
Phyllodinus pulchellus är en insektsart som först beskrevs av William Lucas Distant 1912.  Phyllodinus pulchellus ingår i släktet Phyllodinus och familjen sporrstritar. Inga underarter finns listade i Catalogue of Life.